# La Belle Limonadière
Madame Romain, dite la Belle Limonadière, est une personnalité parisienne de l'époque du Premier Empire et des premières années de la Restauration, célèbre pour sa beauté. Elle attire les foules venant la voir dans les cafés où elle travaille, qui sont le café Bosquet, rue Saint-Honoré, puis le café des Mille Colonnes, galerie de Montpensier, au Palais-Royal. Devenue prématurément veuve à la suite de la mort accidentelle de son mari en 1826, elle entre au couvent en 1828 et finit sa vie comme religieuse. Sa célébrité dure bien au-delà des années 1820.
En 1837, Balzac parle de la Belle Limonadière dans son roman César Birotteau.
Des journalistes écrivant à propos des cafés de Paris parlent encore d'elle dans les années 1850 et 1870.
En 1956, l'historien de Paris Jacques Hillairet écrit, dans son ouvrage Connaissance du Vieux Paris, que la Belle Limonadière : « était en 1815 la plus jolie femme de Paris ».

## LaBelle Limonadièrevue par Louis-Marie Prudhomme en 1814
En 1814, Louis-Marie Prudhomme écrit : 
Café des mille colonnes, très joli, orné d'une grande quantité de glaces et de belles colonnes. Il est fréquenté par beaucoup d'étrangers, des militaires et autres curieux. La maîtresse de maison passe pour une des plus jolies femmes.

## LaBelle Limonadièreévoquée par Balzac dansCésar Birotteauen 1837
Balzac écrit en 1837 :
Le bas prix de tous les objets dits Nouveautés qui se trouvaient au Petit-Matelot, lui donna une vogue inouïe, dans l'endroit de Paris le moins favorable à la vogue et au commerce. Cette première demoiselle était alors citée pour sa beauté, comme depuis le furent la Belle Limonadière du café des Mille Colonnes et plusieurs autres pauvres créatures qui ont fait lever plus de jeunes et de vieux nez aux carreaux des modistes, des limonadiers et des magasins, qu'il n'y a de pavés dans les rues de Paris.

## LaBelle Limonadièrevue par Jules Lovy dansLe Tintamarreen 1858
Jules Lovy écrit dans Le Tintamarre, le 18 avril 1858 :
Parmi les plus anciens cafés situés au premier étage au je Palais-Royal, il faut citer l'Estaminet hollandais et le Café des mille Colonnes. Ce dernier avait acquis sous l'Empire et sous la Restauration une renommée européenne, due en grande partie à la beauté de la maîtresse de la maison, madame Romain, dont le mari, par compensation, était petit, maigre, jaune et manchot.
Ce couple, si bizarrement assorti, avait tenu d'abord le Café du Bosquet, rue Saint-Honoré. La foule était si grande pour voir la belle limonadière, que l'autorité fut obligée d'y mettre des gardes, afin que la circulation ne fût pas interrompue. […]
Au Café des mille Colonnes, que M. Romain transforma en un palais, la belle limonadière possédait dans son comptoir un trône véritable, mais un trône dans toute la splendeur du mot et de la chose.
En 1826, le maître de l'établissement mourut d'une chute de cheval au bois de Boulogne. Deux ans après, la belle limonadière se faisait religieuse, et se consolait de son passé en préparant des confitures au couvent.